# 克林镇
克林镇，是中华人民共和国黑龙江省黑河市逊克县下辖的一个镇。
2013年8月7日，黑龙江省民政厅批复同意撤销克林乡，设立克林镇。

## 行政区划
克林镇下辖以下地区：
台山村、梅山村、克林河村、天山村、骆驼峰村、克林村、平台村和千山村。